# Kenesaw (Nebraska)
Kenesaw es una villa ubicada en el condado de Adams en el estado estadounidense de Nebraska. En el Censo de 2010 tenía una población de 880 habitantes y una densidad poblacional de 428,46 personas por km².

## Geografía
Kenesaw se encuentra ubicada en las coordenadas 40°37′9″N 98°39′29″O / 40.61917, -98.65806. Según la Oficina del Censo de los Estados Unidos, Kenesaw tiene una superficie total de 2.05 km², de la cual 2.05 km² corresponden a tierra firme y (0%) 0 km² es agua.

## Demografía
Según el censo de 2010, había 880 personas residiendo en Kenesaw. La densidad de población era de 428,46 hab./km². De los 880 habitantes, Kenesaw estaba compuesto por el 98.52% blancos, el 0.11% eran afroamericanos, el 0.23% eran amerindios, el 0.34% eran asiáticos, el 0% eran isleños del Pacífico, el 0% eran de otras razas y el 0.8% pertenecían a dos o más razas. Del total de la población el 0.91% eran hispanos o latinos de cualquier raza.